# Дмитрівка (Охтирський район)
Дми́трівка — село в Україні, у Великописарівській громаді Охтирського району Сумської області. Населення становить 358 осіб. Колишній орган місцевого самоврядування — Дмитрівська сільська рада.
По території ради протікають 2 річки: Ворскла, Братениця.

## Географія
Село розташоване за 10 км від центру громади — Великої Писарівки.
Виникло в 1921 році внаслідок об'єднання хуторів Климівна, Максимівна, Красноярський.
На околиці сіл Дмитрівка та Лукашівка виявлено курганні могильники. У селі балка Яр Чахів впадає у річку Братеницю.

## Історія
Село постраждало внаслідок геноциду українського народу, проведеного урядом СССР 1932—1933 та 1946–1947 роках.
12 червня 2020 року, відповідно до розпорядження Кабінету Міністрів України № 723-р «Про визначення адміністративних центрів та затвердження територій територіальних громад Сумської області», село увійшло до складу Великописарівської селищної громади.
19 липня 2020 року, в результаті адміністративно-територіальної реформи та ліквідації Великописарівського району, увійшло до складу новоутвореного Охтирського району.
Колишній орган місцевого самоуправління — Дмитрівська сільська рада.
24 червня 2024 року за інформацією ОК «Північ» населений пункт зазнав обстрілів з боку російського агресора. Зафіксовано 4 вибухи, ймовірно ствольна артилерія 152 мм.
30 червня 2024 року оперативне командування «Північ» повідомило про чергові обстріли села. Зафіксовано 16 вибухів, ймовірно ствольна артилерія 122 мм. 
27 серпня 2024 року оперативне командування «Північ» інформує про обстріли села. Зафіксовано 4 обстріли: 29 вибухів, ймовірно ствольна артилерія 122 мм; 3 обстріли: 5 вибухів, ймовірно ФПВ-дрон.

## Населення

### Мова
Розподіл населення за рідною мовою за даними перепису 2001 року:
| Мова            | Кількість | Відсоток |
| --------------- | --------- | -------- |
| українська      | 335       | 93.58%   |
| російська       | 21        | 5.86%    |
| інші/не вказали | 2         | 0.56%    |
| Усього          | 358       | 100%     |

## Уродженці
- Шевченко Микола Іванович (1956—1985) — рядовий РА, учасник війни в Афганістані.